# دگلینگ
دگلینگ (به آلمانی: Dägeling) یک شهر در آلمان است که در اشتاینبورگ واقع شده‌است. دگلینگ ۹۹۴ نفر جمعیت دارد.